# Lerna

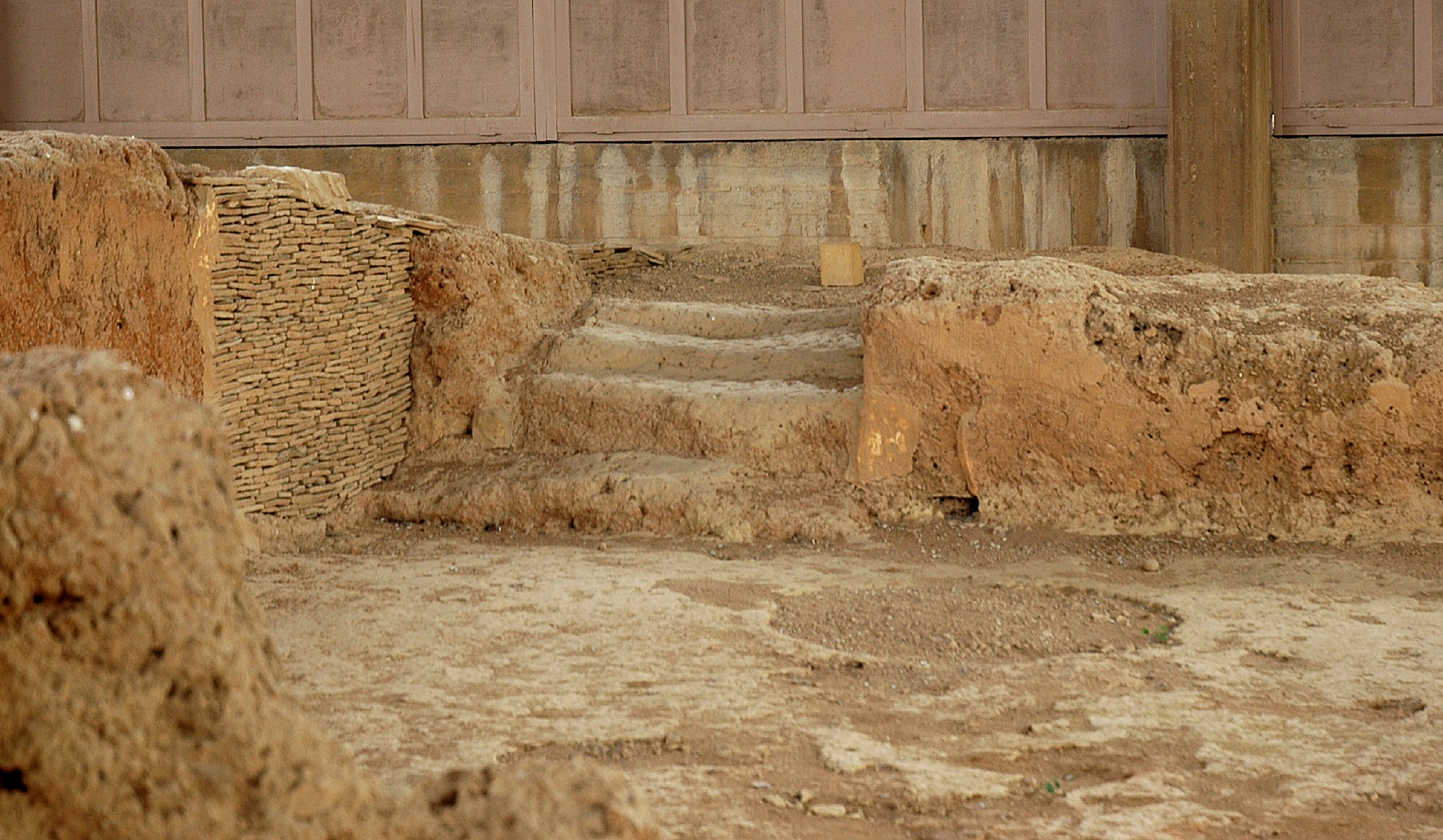
Ruiny „Domu Dachówek”

Lerna (gr. Λέρνη) – starożytna osada (tell) w południowej Grecji, w Argolidzie na Półwyspie Peloponeskim.
Lerna położona była nad brzegiem morza, na południowy zachód od Argos, w pobliżu bagnistego jeziora o tej samej nazwie. Ruiny miasta zostały odkopane w latach 1952-1958 podczas prac prowadzonych przez amerykańskiego archeologa Johna Caskeya. Najstarsza warstwa osadnicza pochodzi z okresu wczesnego neolitu, zawiera malowaną ceramikę oraz kamienne przemysły makrowiórowe z surowców importowanych: obsydianu z wyspy Melos i północnobałkańskiego krzemienia. We wczesnej epoce brązu (okres wczesno- i środkowohelladzki) Lerna stanowiła ufortyfikowaną osadę otoczoną kamiennym murem z basztami, składającą się z ceglanych domów wznoszonych na kamiennych fundamentach. Najsłynniejszą budowlą z okresu wczesnohelladzkiego jest tzw. „Dom Dachówek”, kompleks pałacowy nazwany tak od znalezionych w trakcie wykopalisk licznych dachówek terakotowych. Między 2400 a 2200 p.n.e. miasto zostało spalone i następnie odbudowane. W okresie średniohelladzkim występuje ceramika importowana z Krety. Najpóźniejsza warstwa osadnicza pochodzi z około 1600 roku p.n.e., zawiera dwa groby tzw. królewskie typu mykeńskiego.
Nazwa miasta została utrwalona w greckiej mitologii. To tutaj Herakles podczas jednej ze swoich 12 prac miał zabić Hydrę.